# グラス・ルーツ (バンド)
グラス・ルーツ（The Grass Roots）は、アメリカ合衆国のロック・バンド。
元々は、ソングライター兼プロデューサーのP.F.スローンとスティーヴ・バリによる覆面バンドとして1966年にデビューした。その後、正式にメンバーを募集して活動を行ない、1960年代後半から1970年代前半にかけてヒット曲を生み出した。代表曲は「今日を生きよう（Let's Live for Today）」「パーリー・スペンサーの日々」「恋は二人のハーモニー」「涙の滑走路」など。ダンヒル・レコード、ABCレコードなどに所属し、デニス・ランバート&ブライアン・ポッターの作曲・編曲でヒットを放った。
日本では、代表曲の「今日を生きよう」が、1990年頃にエースコックの「大盛りいか焼きそば」のテレビCMで用いられたことで知られる。

## ディスコグラフィ

### スタジオ・アルバム
- 『ホウェア・ワー・ユー・ホエン・アイ・ニーデッド・ユー』 - Where Were You When I Needed You (1966年、Dunhill) ※旧邦題『冷たい太陽』
- 『レッツ・リヴ・フォー・トゥデイ』 - Let's Live for Today (1967年、Dunhill) ※旧邦題『今日を生きよう』
- Feelings (1968年、Dunhill)
- 『ラヴィン・シングス』 - Lovin' Things (1969年、Dunhill)
- 『神に願いを』 - Leaving It All Behind (1969年、Dunhill)
- 『ムーヴ・アロング』 - Move Along (1972年、Dunhill)
- 『恋に乾杯』 - Alotta' Mileage (1973年、Dunhill)
- The Grass Roots (1975年、Haven)
- Powers of the Night (1982年、MCA)

### ライブ・アルバム
- Live at Last (2000年、RFG)
- Live Gold (2008年、RFG)

### コンピレーション・アルバム
- 『グラス・ルーツのすべて』 - Golden Grass (1968年、Dunhill)
- 『燃ゆる瞳』 - More Golden Grass (1970年、Dunhill)
- 『グレーテスト・ヒット』 - Their 16 Greatest Hits (1971年、Dunhill)
- The ABC Collection (1976年、ABC)
- 14 Greatest (1978年、Gusto)
- 『スーナー・オア・レイター～グラス・ルーツ・グレイテスト・ヒッツ』 - All Time Greatest Hits (1996年、MCA)
- Symphonic Hits (2001年、Cleopatra)
- 『コンプリート・オリジナル・ダンヒル / ABC・ヒット・シングルズ』 - The Complete Original Dunhill/ABC Hit Singles (2014年、Real Gone Music)

### 主なシングル
- 「今日を生きよう」 - "Let's Live for Today" (1967年)
- 「言えばよかった!」 - "Things I Should Have Said" (1967年)
- 「いとしのベラ・リンダ/ホット・ブライト・ライツ」 - "Bella Linda" / "Hot Bright Lights" (1968年)
- 「あなたのメロディ」 - "A Melody For You" (1968年)
- 「真夜中の誓い」 - "Midnight Confessions" (1968年)
- 「神に願いを」 - "Heaven Knows" (1969年)
- 「100万年の想い」 - "I'd Wait A Million Years" (1969年)
- 「カモン・アンド・セイ・イット」 - "Come On And Say It" (1970年)
- 「ベイビー・ホールド・オン」 - "Baby Hold On" (1970年)
- 「燃ゆる瞳」 - "Temptation Eyes" (1970年)
- 「恋はすばやく」 - "Sooner Or Later" (1971年)
- 「恋は二人のハーモニー」 - "Two Divided By Love" (1971年)
- 「涙の滑走路」 - "The Runway" (1972年)
- 「グローリー・バウンド」 - "Glory Bound" (1972年)
- 「燃える初恋」 - "Where There's Smoke, There's Fire" (1973年)
- 「恋に乾杯!」 - "Love Is What You Make It" (1973年)
- 「別れのダンス・パーティー」 - "We Can't Dance To Your Music" (1973年)
- 「いとしのママシタ」 - "Mamacita" (1975年)